# Rudolf Jacobs (Widerstandskämpfer)
Rudolf Heinrich Otto Max Jacobs (* 26. Juli 1914 in Bremen; † 3. November 1944 in Sarzana, Italien) war ein deutscher Seeoffizier und Bauingenieur. Während des Zweiten Weltkriegs wurde er zur Kriegsmarine eingezogen und in der italienischen Hafenstadt La Spezia eingesetzt, wo er sich für die Belange der Zivilbevölkerung engagierte. Er desertierte 1943 und schloss sich den italienischen Partisanen an. Rudolf Jacobs starb bei einem Überfall auf eine Kaserne.

## Leben

### Ausbildung, Beruf und Studium
Rudolf Jacobs war der Sohn des Bremer Architekten Rudolf Jacobs. Sein Vater überredete ihn, nach bestandenem Abitur am Bremer Real-Gymnasium 1932 in die Handelsmarine einzutreten, um ihn vor dem aufkommenden Nationalsozialismus zu schützen. Bis 1938 fuhr Jacobs zur See – unter anderem auf dem Schulschiff Deutschland – und machte sein Offizierspatent.
1936 heiratete Jacobs und zog mit seiner Familie nach Hamburg. Ab 1938 studierte er Bauingenieurwesen in Bremen sowie Architektur in Hannover und Braunschweig.

### Militärzeit
1939 wurde Jacobs zum Kriegsdienst rekrutiert. Zunächst war er in Hamburg-Altona stationiert, später wurde er bei der Bauplanung des Westwalls eingesetzt. Er erwirkte jedoch seine Freistellung zum Abschluss seines Technikstudiums und legte 1940 erfolgreich die Ingenieurprüfung ab. 1942 kam er zur Kriegsmarine. Im Herbst 1943 wurde er im Range eines Kapitänleutnants zum Ingenieurskorps der Kriegsmarine nach La Spezia in der norditalienischen Region Ligurien versetzt, wo er als leitender Offizier für den Festungsbau verantwortlich wurde. In Italien setzte Jacobs sich für die Rechte der Zivilbevölkerung ein. Er sorgte unter anderem dafür, dass auf dem Schwarzmarkt beschlagnahmte Lebensmittel zu Festpreisen verkauft wurden. Außerdem beschaffte er auf Kosten der Wehrmacht Nahrungsmittel für die Bevölkerung.

### Desertion und Tod
Jacobs verurteilte die von deutschen Besatzungstruppen der SS und des Militärs begangenen und zunehmenden Kriegsverbrechen an der Zivilbevölkerung. Als 1943 seine Frau und seine zwei Söhne nach Luftangriffen auf Hamburg irrtümlich für tot erklärt worden waren, desertierten Jacobs und sein Adjutant Johann Fritz und schlossen sich den Partisanen der Garibaldi-Brigade „Ugo Muccini“ an. Am 3. Oktober 1944 zeichnete er sich im Kampf gegen deutsche und italienische faschistische Soldaten aus. Danach erhielt er den Tarnnamen „Primo“ („Erster“). Eine weitere Aktion wurde von ihm am 3. November geleitet – Jacobs, Fritz, drei Sowjetbürger und fünf Italiener griffen in der nahe bei La Spezia gelegenen Kleinstadt Sarzana ein Hotel an, das als Kaserne benutzt wurde. Der Überraschungsangriff misslang und Jacobs wurde getötet.
Rudolf Jacobs erhielt später ein Ehrengrab in Sarzana. Seine Familie erfuhr erst im Februar 1957 von seinem Tod.

## Posthume Ehrungen

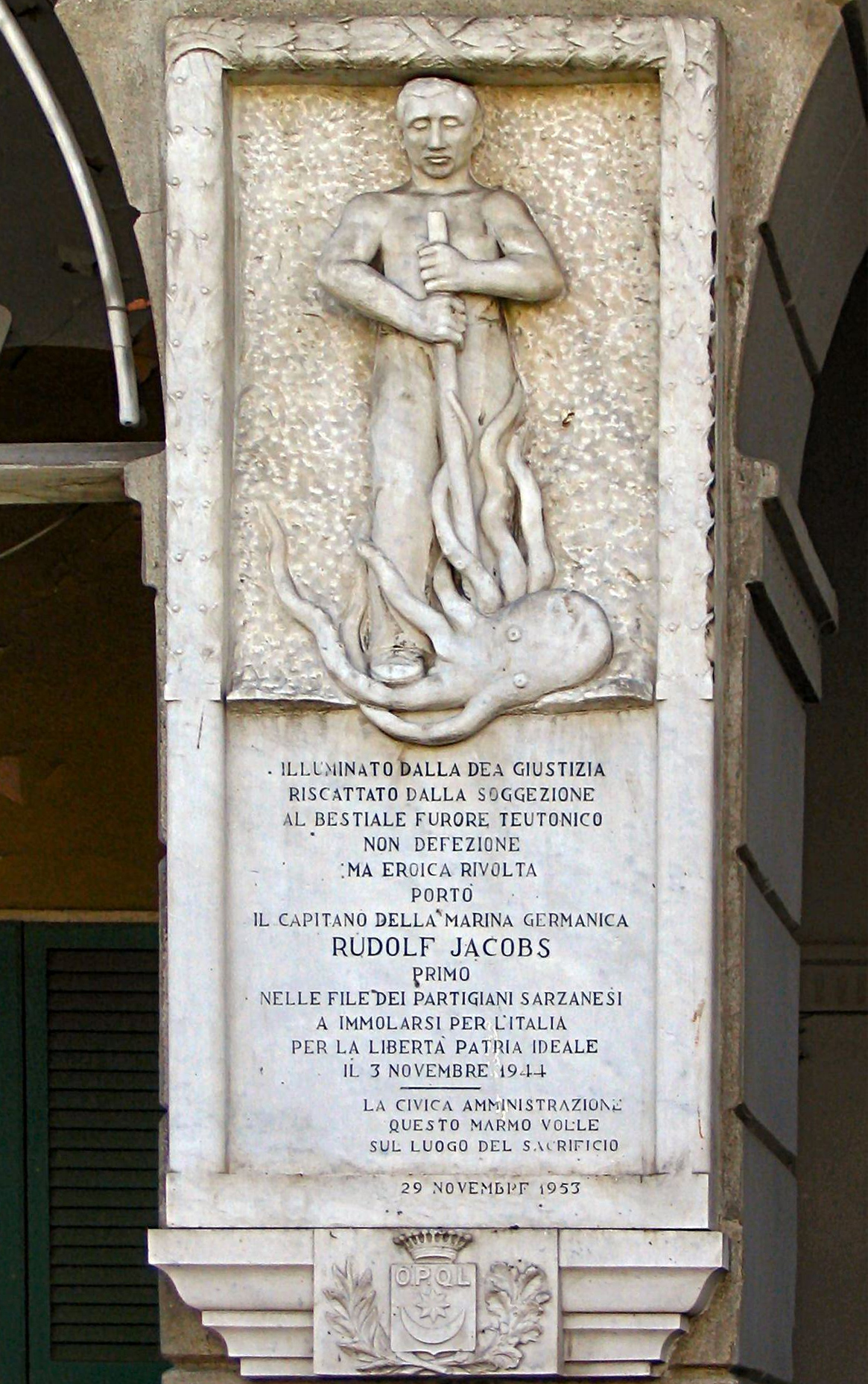
Gedenktafel für Rudolf Jacobs in Sarzana in Italien

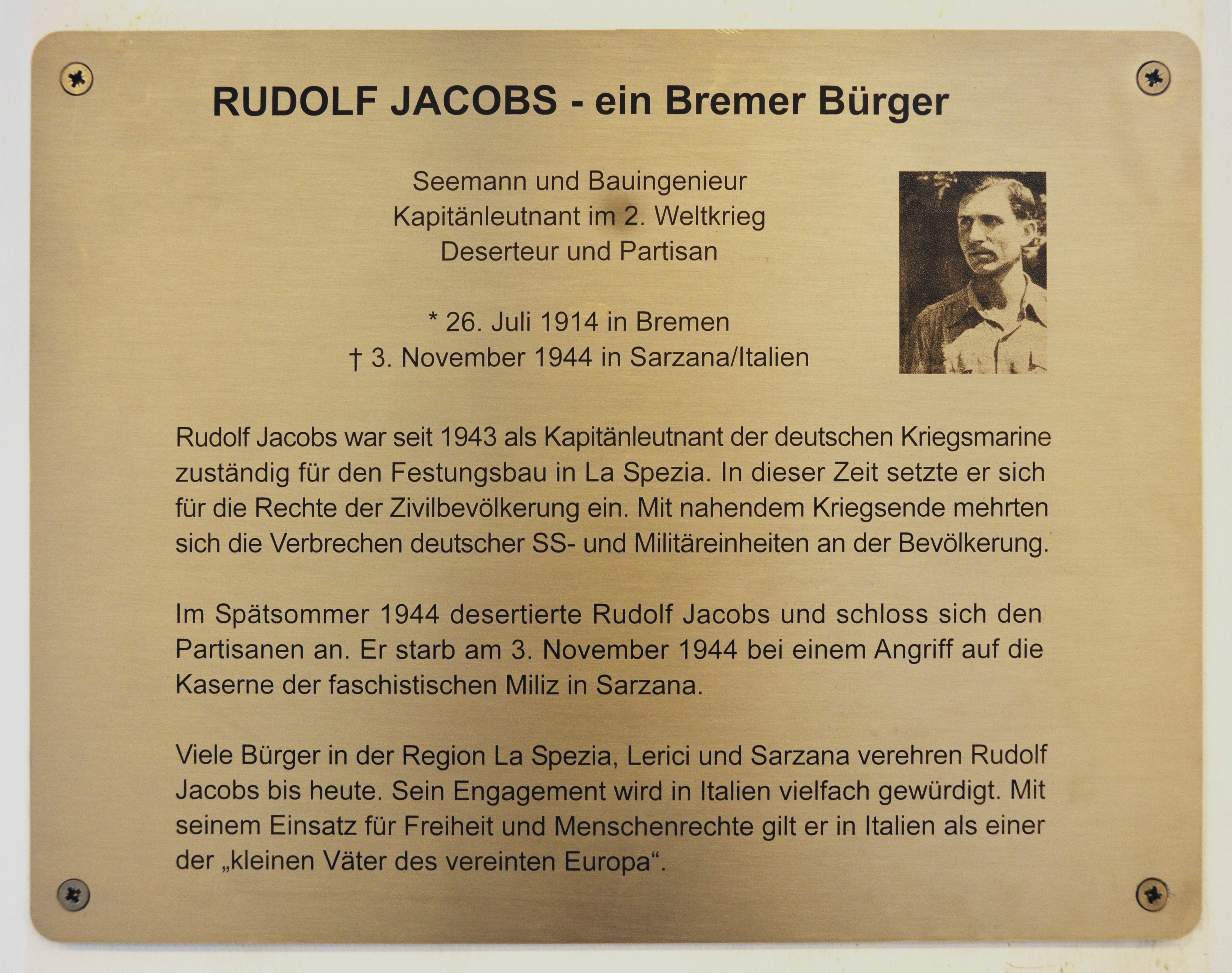
Gedenktafel für Rudolf Jacobs im Gustav-Heinemann-Bürgerhaus in Bremen-Vegesack

- Am 8. September 1947 verlieh der italienische Partisanenverband ANPI Rudolf Jacobs postum die Garibaldi-Ehrenmedaille.
- Am 29. November 1953 wurde in Sarzana an der Piazza S. Giorgio eine Gedenktafel für Rudolf Jacobs errichtet.[2] Darüber hinaus wurde er postum zum Ehrenbürger der Stadt ernannt.
- Im Juni 1972 wurde Rudolf Jacobs vom italienischen Verteidigungsministerium postum die silberne Ehrenmedaille verliehen.
- 2004 erhielt eine Straße in Parma seinen Namen.
- Die erste öffentliche Ehrung von Rudolf Jacobs in Deutschland erfolgte erst 2010, als in seiner Geburtsstadt Bremen der Bremer Senat eine Initiative der Internationalen Friedensschule Bremen unterstützte und der Beirat des Nordbremer Stadtteils Vegesack daraufhin beschloss, eine öffentliche Ehrentafel für Rudolf Jacobs im Stadtteil anzubringen. Als Standort wurde das Gustav-Heinemann-Bürgerhaus in Vegesack ausgewählt, in dem sich bereits seit 1986 das Mahnmal Dem unbekannten Deserteur befindet. Am 21. Februar 2014 wurde die Gedenktafel für Rudolf Jacobs eingeweiht.

## Filme
- Tradimento. Fernsehdokumentation, Regie: Ansano Giannarelli, Produktion: Rai, Italien 1985, Länge: 95 Minuten (italienisch).
- Rudolf Jacobs, l’uomo che nacque morendo. Historischer Spielfilm (Drama), Regie und Drehbuch: Luigi M. Faccini, nach dem Roman L’uomo che nacque morendo von Faccini, Italien 2011, Länge: 96 Minuten (italienisch).